# 10989 Dolios
10989 Dolios (1973 SL1) là một Trojan của Sao Mộc.